# 五羊伝説

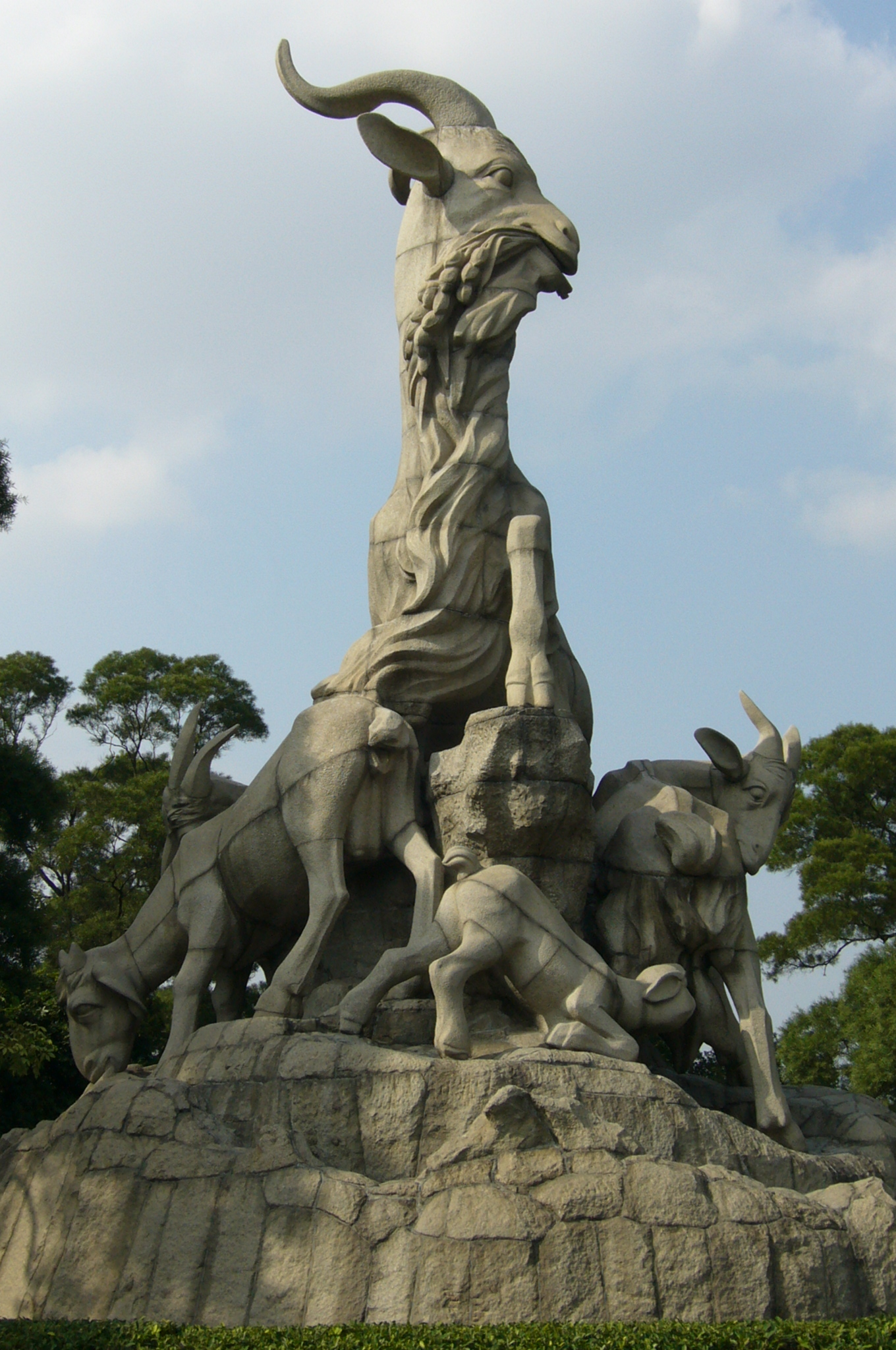
広州市の越秀公園内にある、伝説の5頭のヤギの像。

五羊伝説（ごようでんせつ、簡体字:五羊传说、繁体字:五羊傳說）は、古代中国の広州市を発祥とする、5頭のヤギが稲作を伝えたとする伝説。広州市の愛称である「五羊城」「羊城」「穗城」や、現地ブランドの由来にもなっている。
「五羊」という表記は最古のものだと唐代の詩で確認されており、関連する伝説は晋にまで遡る。同伝説には幾つかの異聞があったが、明代以降に統一された。一般的な五羊伝説は、中原の祖先達によって開拓された嶺南の歴史を反映したものである。2007年に、この伝説が傑出した口頭伝承として広州市の無形文化財第1号に選ばれた。

## 内容
言い伝えでは、古代の広州に旱魃が長年続いた時期があった。食物が極度に不足し、人々は飢えをしのぐことにも窮していた。ある日突然、空で聖なる音楽が奏でられ、5色の雲が南シナ海の空から漂ってきた。続いて異なる5色の服を着た5人の仙人が、異なる5色のヤギに乗ってその雲と一緒に現れ、それぞれが稲穂6本の束を持っていた。仙人達は稲穂を民衆に与え、5頭のヤギを残して雲で飛び去っっていった。人々がその稲を地面に撒くと、それ以降は広州に風と雨が定期的にやってきて豊作をもたらしてくれた。すると仙人の残したヤギ5頭は、丘の上に登るや石になってしまった。これが広州市の愛称の由来となった話である。

## 古代の記録
この伝説の叙述記録は晋王朝まで遡ることができ、裴淵の随筆『広州記』に見られる。北宋の太平興国8年（983年）の『太平御覧』もまた『広州記』の引用から「広州庁舎にはヤギ5頭の絵がある。これは高固が楚の大臣だった頃に5頭のヤギが穀物を携えてやって来たことから、広大な平野を持つ広州にとっての縁起物として、人々がそのヤギを描いたものだ」と言及している。また唐代の『郡国志』にも「三国時代後期の広州に仙人5人が5色のヤギに乗ってやって来たので、幸運を呼ぶとして今では人々がその絵を描いている」との言及がある。984年に書かれた『太平寰宇記』は、唐代の『続南越志』記述に続いて「仙人5人が5色のヤギと稲6粒を携えてやって来たとの古い言い伝えがある」と言及している。着目すべきは、最も古い晋代の話では仙人たちが出てこない点である。彼らが後世の話で登場して、5頭のヤギに代わって（民衆に稲を渡す）英雄になった理由は、南北朝時代に道教が盛んになったためだと考えられている。
唐代以降に「五羊」「羊城」が徐々に古代広州市の愛称となったことからも、同伝説が現地の人々に与えた影響の大きさが見て取れる。唐代の奇譚じみた伝説によると、その当時人々は広州にあった城隍廟でヤギ5頭を生贄に捧げていた。最も古い同様の慣習が南漢にあり、当時の人々が仙人達を祀るために「五仙観」という施設（道観）を建てた。北宋の経略使の張励は『広州重修五仙祠記』に五羊伝説をくまなく記録し、五仙観建造の目的が仙人5人が到着した場所を記憶に残すためだと説明した。この記録書で、張励は『南越嶺表遊記』や『図経』を引用しつつ、以下のように物語を詳細に創作した。「初めから仙人は5人おり、それぞれが茎6本の稲穂を持ち、5頭のヤギに乗って到着した。彼らの服とヤギはどれも違う色で、全部合わせて5色だった。人々に稲穂を渡した後、仙人達は飛び去り、ヤギは石像になった。そこで、広州の人達は仙人達が到着した場所に寺院を建てたのである」。
伝説の具体的年代に関しては、書物によって様々である。『太平御覧』では2つの説を挙げており、楚の時代および三国時代に呉の滕脩が広州の役人に就いた時とされる。『重修五仙祀記』では3つの説があり、漢代の趙佗時代、三国時代の呉の滕脩時代、晋代の郭璞が城を移した時代とされる。ところが、明代末期から清代初頭に屈大均が著した『広東新語』は、この物語が周の夷王の時代に起きたと語っている。同書籍にある「五羊石」という話では「周の夷王の時代、南方の海に5人の仙人がおり、それぞれが色の異なる服を着て、彼らのヤギもまた服に応じた色である。それぞれ彼らは6本の茎を束ねた稲穂を持って現れ、人々にそれを預けて「この地に二度と飢餓が起こらないように」と祈願した。これを言い終えると彼らは飛び去り、ヤギは石へと変わった」と書かれている。この話は現代のものと非常に似ており、伝説の重要な要素が全て含まれている。

## 象徴的意味
20世紀以降に、「五羊伝説」の神話学研究が行われるようになった。歴史家の岑仲勉は1948年、関連する伝説上の話が先史の植民神話にあるという説を提示した。なぜなら、当時のヤギは中原の北西部にいる家畜で、広州がそこの北部だからである。また、仙人達が持っている稲穂は中原でのコメの収穫を表すものだった。そのため、五羊伝説の歴史的起源は歴史的な出来事が由来とされている。西周の末期、姫姓の一族は楚の人々の抑圧に耐えきれず、彼らは家畜（ヤギ）と穀物（稲穂）を携えて、湘江沿いに嶺南まで南に移動し、その翌年に中国南部でこの2つを普及させた。つまりこれは、粤の人々が中原の先進文化を受け入れて文明の第一歩を踏み出した話の抜粋および改作だという。
現代研究では、五羊伝説には一般的に多くの史実が含まれていると考えられている。その一つが、楚の人々が生産していた米を嶺南に持ち込んだ点である。楚王朝の祖先一族の姓である「羋(Mi)」には、ヤギの鳴き声を表す擬声語「咩(Mie)」と同じ意味あいがある。二つ目は、西周の末期に楚の抑圧が原因で、姫姓一族がヤギと穀物を携えて広州や珠江デルタに移住した点である。三つ目は『広州記』の一節「高固が威王だった頃」に由来するもので、戦国時代には高固とその一族が米と穀物を広州や珠江デルタに持ち込んだと人々は考えていた。高固の子孫の姓は「姜(Jiang)」で、これは漢字の「羊（中国語でヤギ）」と「女」で成り立っていたため、人々は高固一族の事を表すのに「羊」の文字を使っていた。これらの歴史背景があるという。
ただし、楚の方言だと「羊(Yang)」は実際には「犬(Quan)」を意味するため、五羊伝説は実際のところチワン族やトン族ならびに南越国の少数民族で共有されていた「犬取稲種」という農耕神話の故事が由来だと考える学者もいる。この嶺南地方の故事が楚に持ち込まれた後、それが中原の知識人によって収集および改訂され、再び嶺南に持ち込まれた。だから「五色羊」というヤギは、実際には5色の毛を持つ伝説の犬「槃瓠」の事だとする説がある。

## 関連した事物

### 地名や建物

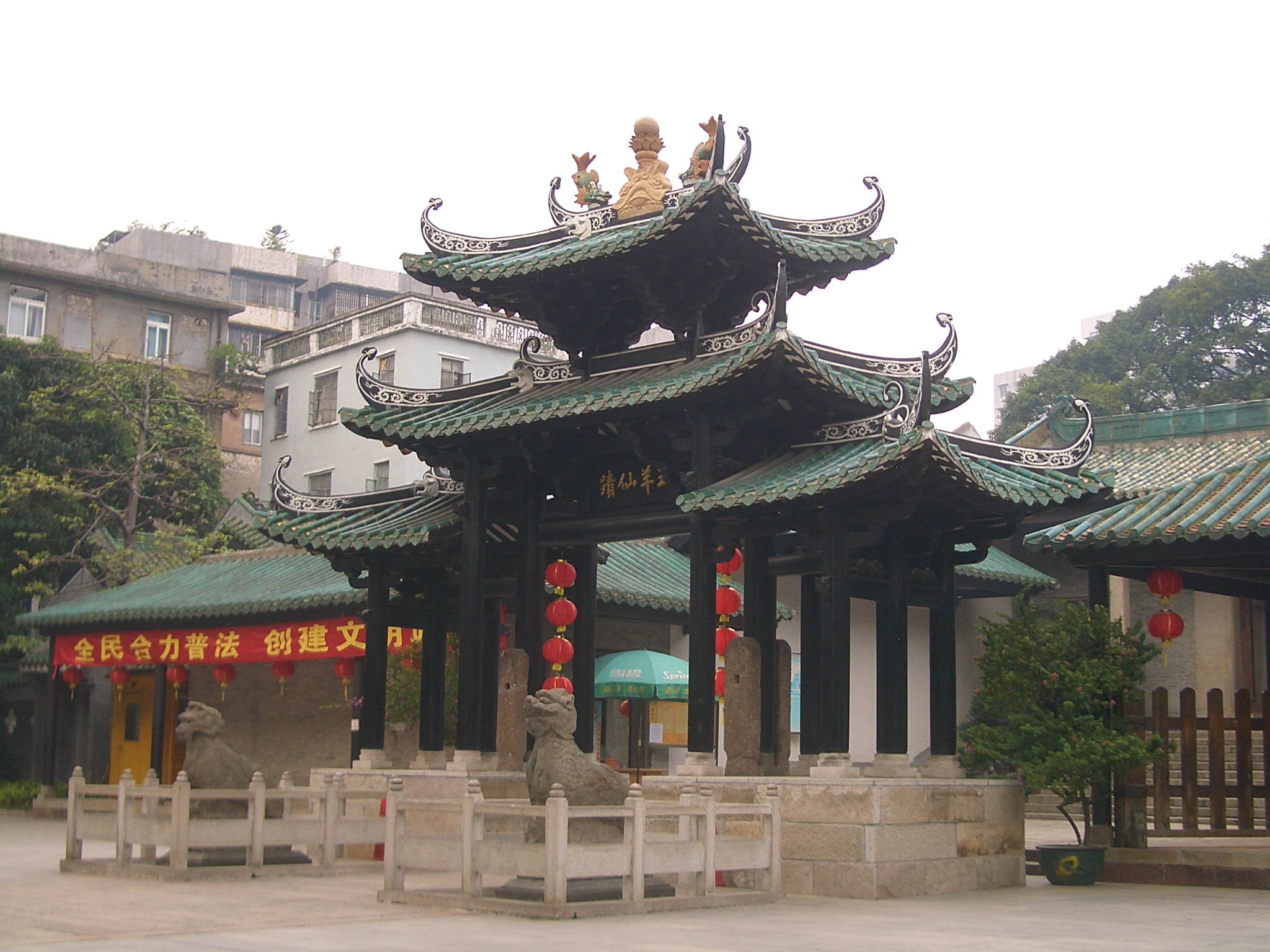
五仙観

五羊伝説の最も古い物証が、広州にある「五仙観」である。北宋時代には十賢坊（現在の広州地方財政庁付近）に5人の仙人を祀る寺院があった。南宋時代に幾度か移転するも、明の時代に火災に見舞われ、1377年に坡山に移って現在に至る（以後700年間で、1469年と1723年に改修工事が二度行われた）。中華民国の時代、1923年に戦争資金調達のため自治体が寺院を競売にかけてしまったが、中華人民共和国成立後に政府がそれを国有化して国家文物局の管理とし、1980年代に修復されたのち一般公開された。同寺院は1963年3月に広州市の文物保護単位に指定され、1989年6月に広東省の保護へと昇格した。現在、五仙観には仙人5人の彫像がヤギ5頭の石像と共に置かれ、5人の仙人は「穀神（豊作の神）」として崇められている。また、長さ1mに及ぶ足跡状の凹みがある巨大な赤い砂岩があり、こちらは「仙人拇迹」と呼ばれている。
五仙観の他にも広州市にはこの伝説に関連する地名が幾つかある。例えば、恵福西の通りにある「仙隣巷」は五仙観旧跡の近隣にあったことから命名された。海珠中路は清代に「仙羊街」「西濠街」と呼ばれ、これが統合して海珠路の一部となった。明の嘉靖年間に人々が築いた広州の新たな城の南門が「五羊門」と呼ばれており、清代に「五仙門」と改名された。また、その門のそばには「五羊駅」という休息所があった。1900年代初頭には「五羊発電所」があった。
越秀公園には五羊伝説の五羊石像がある。これは1959年に建造されたもので、現在は広州で有名な観光地の1つであり、広州市のランドマークと見なされている。
現代で五羊と関連した地名としては、越秀区に五羊新城という区画があり、そこには五羊小学校や五羊中学校のほか五羊邨駅という地下鉄の駅もある。

#### 五羊仙の舞い
宋時代、五仙観ができて5頭のヤギを捧げ祀るのと同時に踊りも行われた。現代の学者達は、韓国の古典書籍『進饌儀軌』の中に「五羊仙」の舞いが1114年に朝鮮へ輸入されたとの記述を見つけた。この舞いは宋の王宮で公的かつ日常的に行なわれていた踊りだった。『高麗史』と『進饌儀軌』にはその踊りの内容が記されており、踊り手5人が聖なるヤギ5頭を演じ、音楽に合わせて複数の舞いを披露するものとなっている。

### ブランド
広州市には「五羊」にちなんで名付けられた企業や商業ブランドが多数存在する。例えば、広州五羊機械建設、羊城晩報報業集団、広州五羊化粧品、五羊牌雪糕（アイス）、五羊牌自転車などがある。
1925年と1989年、広州市地方政府は市章の図案を二度公募している。1回目と2回目どちらの市章にもヤギ5頭と稲穂のデザインが一部採用され、広州の人達にとって五羊伝説が非常に重要であることが見て取れる（市章は1997年に廃止された）。1936年、中華民国政府は五羊銅元という青銅貨を発行した。その貨幣中央の穴の下側にヤギ5頭が刻印されている。裏面は、穴の周囲に篆書体で「羊」の文字が5つ刻まれており、またコインの額面は「壹仙」となっていた。
広州地下鉄のシンボルマークにも、羊城を表すヤギの角が含まれている。広州市で行われた2010年アジア競技大会では、大会エンブレムとマスコットの両方に五羊伝説の要素が含まれていた。同大会エンブレムは越秀公園の五羊石像を模した炎のデザインで、大会マスコットはまさしく5頭のヤギだった。